# Abibatou Traoré
Pour les articles homonymes, voir Traoré.
Abibatou Traoré Kemgné, née le 25 avril 1973 à Dakar est une écrivaine sénégalaise.

## Biographie
Née le 25 avril 1973, elle a vécu à Dakar jusqu'à l'âge de a obtenu un bac C au lycée Djignabo en Casamance avant d'aller poursuivre ses études en France (Universités de Paris X et de Paris VI). Elle est diplômée en mathématiques appliquées aux sciences sociales et en informatique ; elle vit  en France exerçant en tant que consultante en informatique.
Son premier roman, Sidagamie, publié en 1998, évoque la question du sida dans les mariages arrangés. Il fait l'objet de plusieurs analyses académiques,,.
En 2022, elle publie un nouveau roman, L'Homme de la maison, centré des familles d'immigrés.
Dès 2000, Pierrette Herzberger-Fofana lui donne une place dans son anthologie, Littérature féminine francophone d’Afrique noire, suivi d’un dictionnaire des Romancières, contribuant à la faire connaître. 
Samba le fou, Paris, L’Harmattan, 2006, 183 p.  (ISBN 2296 01961 7)

## Publications
- Sidagamie : roman, Présence africaine, 1998 (ISBN 2-7087-0673-X et 978-2-7087-0673-6, OCLC 40901773)
- Samba le fou : roman, L'Harmattan, 2006 (ISBN 2-296-01961-7 et 978-2-296-01961-4, OCLC 77010349)[9]
- L'homme de la maison : roman, 2022 (ISBN 978-2-7087-0995-9 et 2-7087-0995-X, OCLC 1350634268).